# Мараппалам (Грама Ніладхарі)
Грама Ніладхарі Мараппалам (№ 185C) — Грама Ніладхарі підрозділу ОС Еравур-Патту, округ Баттікалоа, Східна провінція, Шрі-Ланка.